# Roger Vangheluwe
Roger Joseph Vangheluwe (Roeselare, 7 november 1936) is een Belgische gelaïsiceerd bisschop en priester van de Rooms-Katholieke Kerk. Hij was de 25ste bisschop van het bisdom Brugge tussen 1984 en 2010. In 2010 bood Vangheluwe zijn ontslag uit het bisdom aan vanwege een zaak van seksueel misbruik, wat door paus Benedictus XVI werd aanvaard, maar hij behield wel de bisschopstitel. Paus Franciscus ontnam Vangheluwe in 2024 ook de ambtstitels van priester en bisschop.

## Levensloop

### Begin carrière
Roger Vangheluwe werd priester gewijd in Roeselare op 1 februari 1963. Aan de Katholieke Universiteit Leuven behaalde hij het licentiaatsdiploma in de theologie en Bijbelse talen en het kandidaatsdiploma in de wiskunde. Na zijn priesterwijding kreeg hij diverse benoemingen in het onderwijs, de parochiepastoraal en als proost van sociale werken.
Van 1968 tot 1984 was hij professor aan het Grootseminarie in Brugge. In 1969 werd hij benoemd tot districtvicaris (district Centrum: Izegem, Roeselare, Staden en Tielt) in het vicariaat voor de parochiepastoraal. Van 1977 tot 1984 was hij secretaris van dit vicariaat.

### Bisschop van Brugge

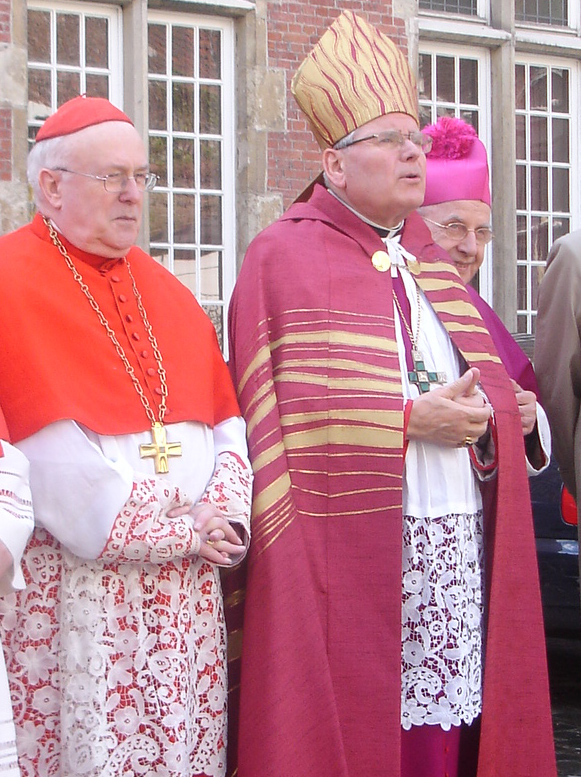
Mgr. Vangheluwe met kardinaal Danneels (links) en nuntius Karl-Josef Rauber (rechts) op de Heilig Bloedprocessie van 2008.

Op 15 december 1984 verleende paus Johannes Paulus II aan de bisschop Emiel Jozef De Smedt van het Bisdom Brugge het emeritaat en benoemde hij Roger Vangheluwe op 19 december van hetzelfde jaar. Vangheluwe werd op 3 februari 1985 gewijd door kardinaal Godfried Danneels, met als medeconsecranten de bisschoppen De Smedt, Vancottem, Huard en Laridon. 'Considerate Jesum' ('Richt uw ogen op Jezus', Hebr. 3,1) was zijn bisschopsleuze. De motivatie luidt: 'Midden deze tijd van religieus pluralisme is Christus uniek. Hij overwint alle kwaad. Hij is ook het model voor elke mens, de waarborg van vrede en verzoening.'
De bisschop van Brugge vertegenwoordigde de bisschoppenconferentie bij de KU Leuven, bij Pax Christi Vlaanderen, bij Broederlijk Delen, bij Netwerk Caritas Solidariteit en Caritas Catholica Vlaanderen. Hij was ook voorzitter van de bisschoppelijke commissie ‘diaconie' en "Kerk & dienst aan de wereld". Tevens was hij referendaris bij Caritas Catholica Vlaanderen, bij het Netwerk Rechtvaardigheid en Vrede, bij de Federatie van de Bedevaarten van de Benelux en ook bij de Commissie Christelijk Dienstbetoon in Toerisme.
Tijdens zijn episcopaat ondernam hij bij herhaling pastorale reizen: hij bezocht missionarissen en priesters in de missie in Latijns-Amerika, Afrika en Azië. De bisschop legde tijdens zijn ambtsperiode twee accenten in de pastoraal: de zorg voor spiritualiteit én de aandacht voor de armoede, in zijn oude eeuwige vormen maar ook in zijn nieuwe, vaak verborgen vormen.

### Seksueel misbruik en ontslag
In de nacht van 19 op 20 april 2010 stuurde de familie van een slachtoffer van Vangheluwe een e-mail aan de Belgische bisschoppen, waarin ze hen op de hoogte bracht van jarenlang misbruik van een minderjarige. Dit betekende het abrupte einde van zijn carrière. Op 19 april 2010 gaf hij nog een gastcollege aan de Katholieke Universiteit Leuven. Hij zei toen onder meer, na een vraag van een theologiestudent over de pedofilieschandalen in de kerk: "Het is ambetant. Het is schandalig. (...) Er zijn ook al een paar artikelen verschenen waaruit blijkt dat pedofilie nergens zo weinig gebeurt als in de katholieke kerk".
Bisschop Vangheluwe diende op 22 april 2010 zijn ontslag in omdat hij zich voor en na zijn bisschopswijding schuldig had gemaakt aan seksueel misbruik van een minderjarige neef. Dit werd door aartsbisschop André Léonard toegelicht op een persconferentie. In oktober 2010 bleek dat die neef in augustus een klacht met burgerlijke partijstelling had ingediend bij het Brussels parket. Zijn klacht betrof verkrachting en aanranding. Dit gebeurde bij onderzoeksrechter Wim De Troij, die ook de Operatie Kelk leidde. Op 3 mei 2016 kwam er een nieuwe klacht binnen van een derde slachtoffer, afkomstig uit Meulebeke. Op 25 januari 2017 greep in Brussel een confrontatie plaats, waarbij de voormalige bisschop alle contact met deze persoon ontkende. Zijn advocaat, Joris Van Cauter, bestempelde de klager als "een fantast". Er werd hierover verder niets meer gehoord.
Begin 2017 was er weer een nieuwe klacht. Een 57-jarige man beweerde dat hij tussen 1970 en 1972, toen hij misdienaar was, herhaaldelijk seksueel misbruikt was door de parochiepastoor en door Vangheluwe in Bavikhove, vlak bij Harelbeke. Ook hierover werd niets verder meer gehoord. Ook in dit geval liet Vangheluwe door zijn advocaat Van Cauter een ontkenning bekendmaken. De advocaat bestempelde de klacht als 'laster en eerroof'.
Aartsbisschop Léonard oordeelde dat Vangheluwe zich gezien zijn daden nooit tot bisschop had mogen laten wijden. Vangheluwe is volgens Katholiek Nederland de eerste bisschop binnen de Katholieke Kerk die aftreedt omdat hij zelf dader is van pedoseksueel misbruik.

### De nasleep
Na zijn aftreden leidde hij een teruggetrokken leven in een slotklooster, de trappistenabdij van Westvleteren. Koen Vanhoutte, kanunnik, vicaris-generaal van het bisdom Brugge en president van het seminarie, werd aangesteld als diocesaan administrator tot aan de benoeming op 25 juni 2010 van Jozef De Kesel als 26ste bisschop van Brugge. Op 11 september 2010 verliet Vangheluwe de abdij voor een andere bestemming. Van verschillende kanten werd er inmiddels bij hem op aangedrongen zelf bij de paus de lekenstatus aan te vragen. Vangheluwe zou eind 2011 met emeritaat zijn gegaan. Medio november 2010 raakte bekend dat het Vaticaan een kerkelijk onderzoek opende tegen de voormalige bisschop.
In december 2010 verscheen er een 'fictobio' van Roger Vangheluwe geschreven door Louis van Dievel. Bij Joos op Radio 1 verklaarde de schrijver zijn beweegredenen: "Ik heb lang gewacht op een publieke schuldbekentenis van Roger Vangheluwe, aangezien die er niet gekomen is doe ik het voor hem." Vangheluwe heeft echter wel degelijk publiek schuld bekend op het ogenblik van zijn ontslag.
Op 9 april 2011 werd de beslissing van de Congregatie voor de Geloofsleer meegedeeld door de pauselijke nuntius in België: "Roger Vangheluwe moet België verlaten en zich onder spirituele en psychologische behandeling stellen." De nuntius voegde eraan toe dat hij ondertussen België had verlaten overeenkomstig deze beslissing. Vangheluwe behield zijn status als bisschop. Sommigen reageerden teleurgesteld op dit besluit van de Congregatie, omdat zij hadden verwacht dan wel gehoopt dat Vangheluwe zou worden gedegradeerd tot de status van leek. Drie dagen later evenwel maakte het Vaticaan bekend dat met deze maatregel het laatste woord niet was gezegd. Het psychologisch onderzoek dat Vangheluwe moest ondergaan, diende juist om informatie te verkrijgen op basis waarvan een maatregel kon genomen worden. Bij het nemen van die maatregel zou het Vaticaan – aldus woordvoerder Federico Lombardi – rekening houden met het lijden van de slachtoffers en de noodzaak van gerechtigheid.
Op 14 april 2011 gaf Vangheluwe in een hotel in het Franse Salbris een interview aan journalist Marc Geenen voor de Vlaamse commerciële televisiezender VT4 waarin hij openhartig sprak over het seksueel misbruik van zijn neefje van diens vijfde tot achttiende jaar, enkele malen per jaar. Hij zei dat hij daarbij nooit naakt was, en dat er dus ook geen penetratie was, en dat er ook geen orgasme was. Hij gaf ook toe een tweede neefje enkele malen seksueel misbruikt te hebben. Hij ontkende echter pedofiel te zijn. Hij betwijfelde het nut van de psychiatrische behandeling die hij moest ondergaan, omdat het misbruik al in een ver verleden was gestopt. De toon van dit interview die door velen als minimaliserend werd opgevat, lokte vanuit vele kanten verontwaardigde reacties uit. Vooral de verklaring over zijn misbruik van zijn neef: "Dat was een beetje een relatietje", bleef nazinderen. Vangheluwe verbleef in een religieuze gemeenschap in La Ferté-Imbault, een kleine gemeente in het kanton Salbris, maar moest na het interview wegens overlast van de media weer vertrekken.
Strafrechtelijk onderzoek door het parket van Brugge werd afgesloten, omdat de feiten verjaard waren (de verjaringstermijn bij seksueel misbruik is tien jaar of tien jaar na de meerderjarigheid van het slachtoffer). De Brugse procureur des Konings Jean-Marie Berkvens lichtte toe: "Verkrachting? Niet zoals wij het ons voorstellen, maar technisch gezien gebeurde het soms wel, ja. De meeste feiten sloegen evenwel op aanranding van de eerbaarheid. Hij masturbeerde de kinderen. Zij waren soms ook naakt. Zelf is Vangheluwe nooit naakt geweest, dat klopt. Hij heeft zichzelf ook nooit laten aanraken." Volgens Berkvens was de tweede neef vijf à zes jaar toen Vangheluwe zich voor het eerst aan hem vergreep, en stopte het na twee jaar. Dat het allemaal zo lang geheim is gebleven, weet Berkvens aan de "omerta die soms heerst binnen sommige West-Vlaamse gezinnen".
In een latere periode zou hij in de Abdij Saint-Pierre van Solesmes verbleven hebben. Dit werd bevestigd noch ontkend, maar in december 2022 doken beelden op van Vangheluwe in de abdij tijdens de zomer.

### Ontheffing
In september 2023 werd op de Vlaamse zender VRT CANVAS de vierdelige docuserie Godvergeten over seksueel misbruik in de Belgische katholieke kerk uitgezonden. De neef van Vangheluwe getuigde in de serie onder meer over de geringe steun die hij indertijd kreeg van kardinaal Godfried Danneels, toen hij het misbruik door zijn oom aankaartte.
De Belgische katholieke kerk verzocht het Vaticaan in Rome herhaaldelijk om Vangheluwe te ontheffen uit zijn ambten als priester en bisschop. Door de grote media-aandacht voor de serie Godvergeten bezocht de Belgische bisschop Johan Bonny hem in Frankrijk en vroeg hem om zelf Rome te verzoeken zich te laten ontwijden. Vangheluwe stuurde een brief naar Rome, maar de inhoud ervan is niet bekend. Ook de Belgische premier Alexander De Croo vroeg aan het Vaticaan om Vangheluwe de titel van bisschop af te nemen.
In oktober 2023 heropende het Vaticaan het dossier van Vangheluwe op basis van ernstige elementen uit een nieuwe getuigenis. Hij kreeg nog de kans zich te verdedigen, maar op 8 maart 2024 stelde het Dicasterie voor de Geloofsleer aan paus Franciscus de laïcisatie van Vangheluwe voor, wat slaat op ontslag uit de klerikale staat. Drie dagen later, op 11 maart, bekrachtigde de paus het voorstel waardoor hij de meeste rechten en plichten verbonden aan de ambt van priester en bisschop verloor, maar Vangheluwe blijft wel een gewijde priester en bisschop. Nadat de voormalige emeritus bisschop van Brugge op de hoogte was gesteld van de beslissing, vroeg hij te mogen verblijven in een bezinningsoord om er te bidden en boete te doen, zonder verder contact met de buitenwereld. Volgens bisschop Bonny wilde en mocht hij in de Franse abdij Sint-Pieter te Solesmes blijven.

## Publicaties
Een greep uit herderlijke brieven, (vasten)conferentieteksten, artikels, brochures en boeken:
- Hebben wij nog principes? CCV-Parochiale Animatie Roeselare, 1977 (vastenbezinning).
- Van hart tot hart. Een woord aan mijn broeder-priester. Lannoo, Tielt, 1990.
- Iets moois voor God. Ontmoeting met Jonge Kerken en missionarissen in Azië. 20 augustus - 17 september 1991. 1991 (reflecties en bezinningen bij een pastorale reis in Azië).
- Wat wij geloven, een kleine inleiding op het katholieke geloof. 1992.
- Het Mirakel van Vlaanderen. Vier moet branden. 1993 (over de overbrenging van het stoffelijk overschot van Constant Lievens naar Ranchi in oktober-november 1993).
- Jezus ontmoeten in Woord en Brood. Een aanreiking bij het gelovig vieren van de eucharistie. 1994.
- Hoe wij bidden. Suggesties bij het christelijke gebed. 1996.
- Zo leven wij. Christen zijn in 2000. 1999.
- Matteüs aan het woord. Halewijn, Antwerpen, 2001.
- Voor een rustig ogenblik. Halewijn, Antwerpen, 2005 (bundeling van twintig teksten eerder in Kerk&Leven verschenen).
- Zeg dan ‘Vader'. Halewijn, Antwerpen, 2006.
- Maria, Moeder van het leven. Halewijn, Antwerpen, 2006.

- International Standard Name Identifier: 0000 0000 4515 9817
- Library of Congress Control Number: n2003120004
- Virtual International Authority File: 1853273
- WorldCat: E39PBJmhQqtJfTFTMPrQvxGyh3